# Teodomiro (conte visigoto)
Teodemiro o Teudimero (morto nel 743) fu un comes (conte) visigoto, che governava nel sud-est della provincia Cartaginense, nei dintorni della attuale Murcia, durante gli ultimi decenni del regno visigoto e anche per diversi anni dopo la conquista araba. Regnò su sette città nel sud-est della Spagna, menzionate nel Trattato di Orihuela conservato dallo storico andaluso Ibn Adarí nel XIII secolo: Orihuela, Valentila (forse un equivalente per Valencia), Alicante, Mula, Bigastro, Eyya (forse Ojós) e Lorca.
Probabilmente durante il regno congiunto di Egica e Witiza, una flotta bizantina fece una scorreria nelle coste dell'Iberia meridionale e fu respinta da Teodomiro. La datazione di questo evento è alquanto controversa: potrebbe essere avvenuto nel 697 come parte della spedizione di Leonzio per liberare Cartagine, sotto assalto degli arabi; forse più tardi, intorno al 702; o alla fine del regno di Wittiza. Ciò che è quasi universalmente accettato è che si sia trattato di un incidente isolato legato ad altre attività militari (probabilmente contro gli arabi) e non di un tentativo di ristabilire la provincia di Spania, perduta negli anni '20. Come afferma lo storico E. A. Thompson, "Non sappiamo nulla del contesto di questo strano evento".
Dopo la sconfitta del re Roderico nella battaglia del Guadalete nel 711 o 712, Teodomiro per un paio d'anni resistette agli invasori arabi, ma alla fine fu sconfitto in una battaglia campale e fece pace con l'emiro musulmano Abd al-Aziz ibn Musa. "Il testo del trattato da lui firmato è stato conservato in almeno tre fonti separate, compreso un dizionario biografico del XIV secolo, ed è datato al 5 aprile 713 (4 Recheb 94 AH)." Il trattato poneva i cristiani governati da Teodomiro sotto il dominio musulmano ("il patronato di Dio"), ma al tempo stesso sarebbero state risparmiate le loro vite e avrebbero potuto continuare a vivere con le loro famiglie secondo i loro costumi e a praticare la fede cattolica nelle loro chiese; erano però tenuti a pagare un tributo pro capite e a consegnare ai conquistatori qualsiasi nemico si presentasse a loro. Il tributo consisteva in un dinaro, quattro misure (o brocche) di grano, orzo, succo d'uva e aceto, più due di miele e olio; per gli schiavi il contributo era la metà. Teodomiro poteva mantenere la sua terra e la sua autorità locale.
Teodomiro successivamente si recò a Damasco per far confermare il suo trattato dal califfo Omayyade. Tuttavia, non si sa quanto durò in pratica questo trattato, se continuò fino alla morte di Teodomiro (che è riportata nella Cronaca del 754) e oltre, o se fu interrotto prima della sua morte. La sua importanza nella regione è testimoniata dal numero di nobili visigoti che in seguito nella stessa regione tentarono di rivendicare la sua discendenza. Alla regione stessa venne dato dagli arabi il nome commemorativo di Tudmir. Teodomiro lasciò un figlio, Atanagildo, che viene descritto come molto ricco dalle Cronache, ma gli studiosi discutono se fosse o meno il suo effetivo successore. Se ci fosse riuscito, lo avrebbe fatto intorno al 740, ma il suo destino è sconosciuto. In ogni caso è attestato che la regione di Tudmir aveva perso già la sua indipendenza nel 780.